# واكابا هيغوتشي
واكابا هيغوتشي (اليابانية: 樋口 新葉، من مواليد 2 يناير 2001) هي لاعبة تزلج فني يابانية، حائزة على الميدالية الفضية العالمية لعام 2018 وحاصلة على الميدالية الوطنية اليابانية خمس مرات (البرونزية في عام 2015، والفضية في أعوام 2016 و2017 و2020). 2022). على مستوى الناشئين، حصلت على الميدالية البرونزية العالمية للناشئين مرتين (2015، 2016)، وحصلت على الميدالية البرونزية في نهائي سباق الجائزة الكبرى للناشئين 2014-2015، وبطلة وطنية للناشئين مرتين (2015، 2016). فازت بالميدالية الفضية في منافسات الفرق، لتمثل اليابان في دورة الألعاب الأولمبية الشتوية 2022.
شاركت هيغوتشي دورة الألعاب الأولمبية الشتوية 2022 في البرنامج التزلج القصير للسيدات في حدث الفريق الأولمبي، واحتلت المركز الثاني في هذا الجزء وحصلت على تسع نقاط لليابان لم تتزلج في الجزء الحر، الذي تم منحه للبطل الوطني كاوري ساكاموتو. فاز فريق اليابان بالميدالية البرونزية، وهي أول ميدالية أولمبية لهيجوتشي وأول منصة تتويج للبلاد في هذا الحدث.